# Wu Yang
Wu Yang (chinesisch 武楊 / 武杨, Pinyin Wŭ Yáng; * 5. Januar 1992 in Yangquan) ist eine chinesische Tischtennisspielerin. Sie gewann Silber beim World Cup 2013.

## Erfolge
Wu Yang trat 2006 erstmals international in Erscheinung. Bei zweimaliger Teilnahme an Jugend-Weltmeisterschaften gewann sie insgesamt sechs von acht möglichen Medaillen, davon dreimal Gold, einmal Silber sowie zweimal Bronze. Dreimal vertrat sie ihr Land bei Weltmeisterschaften. Im Einzel kam sie dabei jeweils ins Viertelfinale, zweimal unterlag sie Li Xiaoxia und einmal Ding Ning. Mit Yan An gelang ihr dies 2015 im Mixed-Wettbewerb. Bei Asienmeisterschaften zog sie dreimal ins Viertelfinale ein, 2009 gewann sie mit dem Team Gold. Sowohl 2012 als auch 2013 verlor sie beim Asian Cup im Finale gegen Liu Shiwen, wodurch sie Silber holte. 2013 sicherte sie sich sowohl beim World Team Cup, aber auch beim World Cup eine Medaille. Bei Ersterem war es Silber, bei Letzterem Gold. Anfang 2014 erreichte sie mit Platz 4 in der ITTF-Weltrangliste ihren Karrierehöhepunkt. 

## Turnierergebnisse
| Verband | Veranstaltung                      | Jahr | Ort                 | Land | Einzel        | Doppel        | Mixed         | Team |
| ------- | ---------------------------------- | ---- | ------------------- | ---- | ------------- | ------------- | ------------- | ---- |
| CHN     | Asienmeisterschaft ATTU            | 2017 | Wuxi                | CHN  | Viertelfinale |               |               |      |
| CHN     | Asienmeisterschaft ATTU            | 2009 | Lucknow             | IND  | Viertelfinale | Viertelfinale |               | 1    |
| CHN     | Asienmeisterschaft ATTU (Junioren) | 2008 | Singapur            | SIN  | Halbfinale    | Silber        |               | 1    |
| CHN     | Asienspiele                        | 2014 | Incheon             | KOR  |               |               |               | 1    |
| CHN     | Ostasienspiele                     | 2013 | Tianjin             | CHN  |               |               |               | 1    |
| CHN     | Asian Cup                          | 2013 | Hong Kong           | HKG  | Silber        |               |               |      |
| CHN     | Asian Cup                          | 2012 | Guangzhou           | CHN  | Silber        |               |               |      |
| CHN     | World Tour                         | 2019 | Panagjurischte      | BUL  | Halbfinale    |               | Silber        |      |
| CHN     | World Tour                         | 2019 | Olmütz              | CZE  | letzte 32     |               | Viertelfinale |      |
| CHN     | World Tour                         | 2019 | Hongkong            | HKG  |               |               | Viertelfinale |      |
| CHN     | World Tour                         | 2018 | Stockholm           | SWE  | letzte 64     |               |               |      |
| CHN     | World Tour                         | 2018 | Bremen              | GER  | Viertelfinale |               |               |      |
| CHN     | World Tour                         | 2018 | Olmütz              | CZE  | Halbfinale    |               |               |      |
| CHN     | World Tour                         | 2018 | Linz                | AUT  | letzte 32     |               |               |      |
| CHN     | World Tour                         | 2018 | Shenzhen            | CHN  | letzte 32     |               |               |      |
| CHN     | World Tour                         | 2017 | Doha                | QAT  | letzte 32     |               |               |      |
| CHN     | World Tour                         | 2017 | Magdeburg           | GER  | Viertelfinale |               |               |      |
| CHN     | World Tour                         | 2016 | Tokio               | JPN  | letzte 16     |               |               |      |
| CHN     | World Tour                         | 2016 | Incheon             | KOR  | letzte 16     |               |               |      |
| CHN     | World Tour                         | 2016 | Berlin              | GER  | Gold          |               |               |      |
| CHN     | World Tour                         | 2015 | Kōbe                | JPN  | Viertelfinale | Gold          |               |      |
| CHN     | World Tour                         | 2015 | Warschau            | POL  | Viertelfinale | letzte 16     |               |      |
| CHN     | World Tour                         | 2015 | Kuwait City         | KUW  | Viertelfinale | Halbfinale    |               |      |
| CHN     | World Tour                         | 2014 | Stockholm           | SWE  | Halbfinale    | Silber        |               |      |
| CHN     | World Tour                         | 2014 | Chengdu             | CHN  | Halbfinale    |               |               |      |
| CHN     | World Tour                         | 2014 | Kuwait City         | KUW  | Viertelfinale | Viertelfinale |               |      |
| CHN     | World Tour                         | 2013 | Ekaterinburg        | RUS  | Halbfinale    | Viertelfinale |               |      |
| CHN     | World Tour                         | 2013 | Suzhou              | CHN  | Halbfinale    | Viertelfinale |               |      |
| CHN     | World Tour                         | 2013 | Wels                | AUT  | Halbfinale    |               |               |      |
| CHN     | World Tour                         | 2012 | Shanghai            | CHN  | Viertelfinale |               |               |      |
| CHN     | World Tour                         | 2012 | Incheon City        | KOR  | Viertelfinale |               |               |      |
| CHN     | World Tour                         | 2012 | Incheon City        | KOR  | Viertelfinale |               |               |      |
| CHN     | World Tour                         | 2012 | Incheon City        | KOR  | Viertelfinale |               |               |      |
| CHN     | World Tour                         | 2012 | Velenje             | SLO  | Halbfinale    | Silber        |               |      |
| CHN     | World Tour                         | 2012 | Budapest            | HUN  | Halbfinale    | Silber        |               |      |
| CHN     | Pro Tour                           | 2011 | Schwechat           | AUT  | letzte 32     | Silber        |               |      |
| CHN     | Pro Tour                           | 2011 | Władysławowo        | POL  | Gold          | Viertelfinale |               |      |
| CHN     | Pro Tour                           | 2011 | Dortmund            | GER  | Viertelfinale | Halbfinale    |               |      |
| CHN     | Pro Tour                           | 2011 | Velenje             | SLO  | Gold          | Silber        |               |      |
| CHN     | Pro Tour                           | 2010 | Wels                | AUT  | Silber        | Silber        |               |      |
| CHN     | Pro Tour                           | 2010 | Suzhou              | CHN  | letzte 32     | letzte 16     |               |      |
| CHN     | Pro Tour                           | 2010 | Berlin              | GER  | Halbfinale    | Halbfinale    |               |      |
| CHN     | Pro Tour                           | 2009 | Warschau            | POL  | letzte 64     | Gold          |               |      |
| CHN     | Pro Tour                           | 2009 | Tianjin             | CHN  | Silber        | Viertelfinale |               |      |
| CHN     | Pro Tour                           | 2009 | Bremen              | GER  | letzte 32     | letzte 16     |               |      |
| CHN     | Weltmeisterschaft                  | 2015 | Suzhou              | CHN  | Viertelfinale |               | Viertelfinale |      |
| CHN     | Weltmeisterschaft                  | 2013 | Paris               | FRA  | Viertelfinale |               |               |      |
| CHN     | Weltmeisterschaft                  | 2011 | Rotterdam           | NED  | Viertelfinale |               |               |      |
| CHN     | World Cup                          | 2013 | Kōbe                | JPN  | Silber        |               |               |      |
| CHN     | Jugend-Weltmeisterschaft           | 2009 | Cartagena de Indias | COL  | Gold          | Halbfinale    | Viertelfinale | 1    |
| CHN     | Jugend-Weltmeisterschaft           | 2006 | Kairo               | EGY  | Halbfinale    | Silber        | Viertelfinale | 1    |
| CHN     | World Junior Circuit               | 2006 | Taiyuan             | CHN  | Halbfinale    |               |               |      |
| CHN     | World Junior Circuit               | 2006 | Edmonton            | CAN  | Halbfinale    |               |               |      |
| CHN     | World Team Cup                     | 2013 | Guangzhou           | CHN  |               |               |               | 1    |